# Auteuil (Oise)
Auteuil település Franciaországban, Oise megyében. Lakosainak száma 553 fő (2022. január 1.). Auteuil Berneuil-en-Bray, Frocourt, Saint-Sulpice, Valdampierre, Les Hauts-Talican és La Drenne községekkel határos.

## Népesség
A település népességének változása:
| Lakosok száma | 562  | 573  | 572  | 554  | 544  | 558  | 556  | 553  | 553  |
|               | 2013 | 2015 | 2016 | 2017 | 2018 | 2019 | 2020 | 2021 | 2022 |